# Närkes runinskrifter 24
Närkes runinskrifter 24 är en medeltida runinskrift på en ekplanka i tornet på Glanshammars kyrka, Glanshammars socken och Örebro kommun. Den synliga delen av den ornerade plankan är 62,5 centimeter lång och 39 centimeter bred. I plankans kant nedanför ornamentet finns fyra något skadade runor. Runhöjden är 1,5-2,4 centimeter.

## Se även

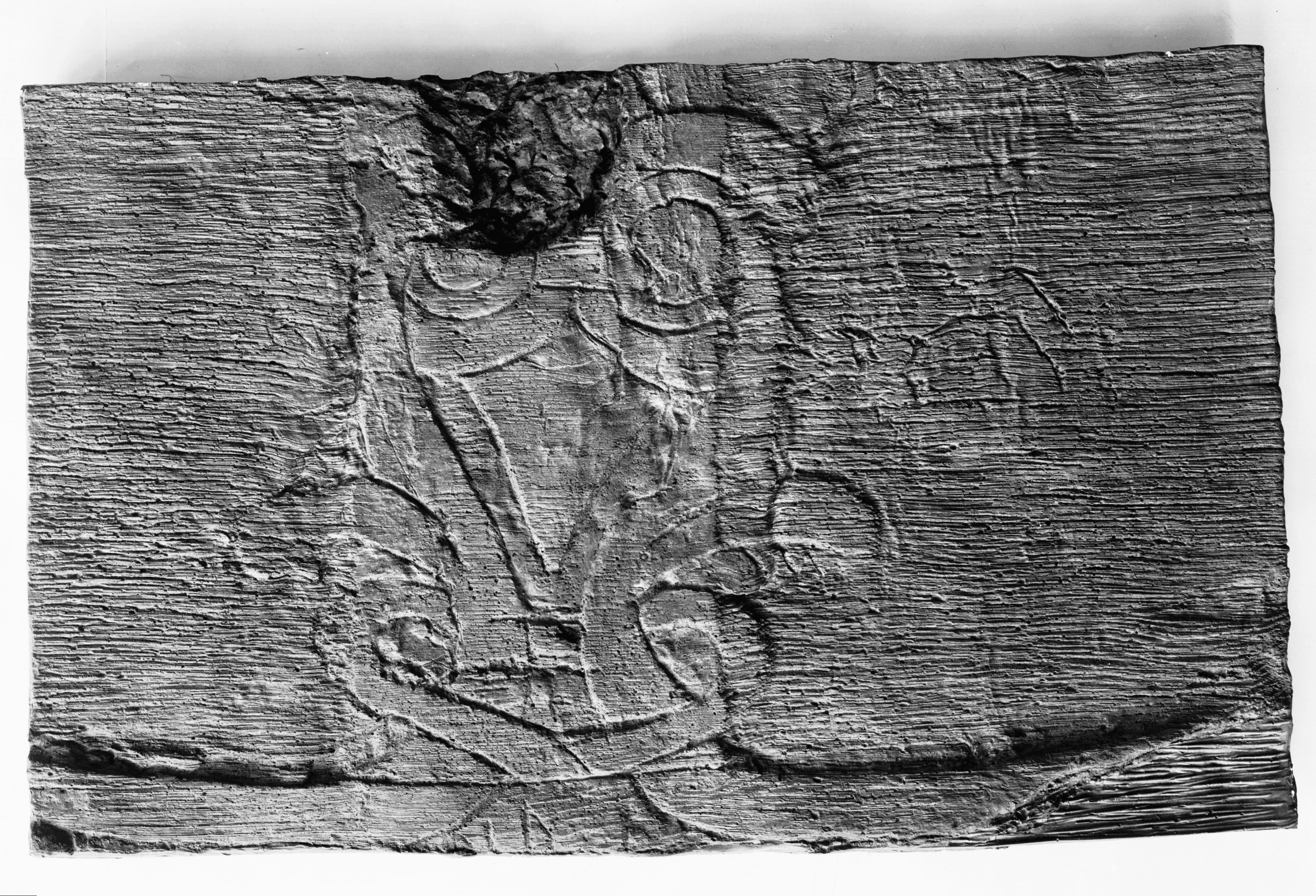

## Inskriften
Translitterering av runraden:
tiu i
Normalisering till äldre fornsvenska:
''tiu i''